# Suzanne Garceau
 (juillet 2023).
Pour les articles homonymes, voir Garceau.
Suzanne Garceau est une actrice et professeure de théâtre québécoise.

## Filmographie

### Cinéma
- 1971 : Le Grand film ordinaire de Roger Frappier
- 1972 : Montréal blues de Pascal Gélinas
- 1972 : Le loup blanc de Brigitte Sauriol
- 1976 : Ti-Cul Tougas de Jean-Guy Noël : Gilberte
- 1993 : Deux actrices de Micheline Lanctôt : la fleuriste
- 1993 : Les Pots cassés de François Bouvier : la libraire
- 1998 : C't'à ton tour, Laura Cadieux de Denise Filiatrault : Mme Lajoie
- 1999 : Emporte-moi de Léa Pool  : l'infirmière
- 2002 : La Turbulence des fluides de Manon Briand : sœur Berthe
- 2009 : Suzie de Micheline Lanctôt : la psychiatre
- 2010 : Pour l'amour de Dieu de Micheline Lanctôt : mère supérieure

### Télévision
- 1972 – 1976 : Minute moumoute (série télévisée « jeunesse ») : Suzanne
- 1981 – 1984 : Klimbo : Rôle inconnu
- 1987 – 1989 : Bonjour docteur (série télévisée) : Sylvie
- 1989 – 1992 : Tandem (série TV) : Rita Duquette
- 1990 : L'Amour avec un grand A (téléfilm) : Sonia dans les épisodes 23 et 24
- 1994 – 1995 : À nous deux! (série télévisée) : Malvina
- 1995 – 1999 : Les Machos (série télévisée) : Dr Marie-Pierre Vézina
- 1996 – 1997 : Urgence (série télévisée) : Directrice syndicale
- 1997 – 1998 : Le Volcan tranquille (série télévisée) : Aurore Lécluze
- 1998 – 2001 : 4 et demi... (série télévisée) : Murielle Simard
- 2001 – 2003 : Ayoye! : Ginette
- 2002 – 2005 : Les Poupées russes : Germaine Dubé
- 2005 – 2006 : Providence (série TV) : Lucille Champagne
- 2007 – 2013 : La Galère (série télévisée) - Madame Jutras
- 2014 : Trauma : Aline Ouimet
- 2017 – 2018 : L'Heure bleue (série télévisée) : Françoise Moran, mère d’Anne-Sophie Moran
- 2019 – 2020 : Toute la vie (série télévisée) : Laurette Pelletier

## Enseignement
- UQAM, interprétation-improvisation
- École nationale de théâtre, interprétation-improvisation
- Conservatoire d'art dramatique de Montréal, interprétation-improvisation
- Option théâtre Lionel-Groulx, interprétation